# 달호

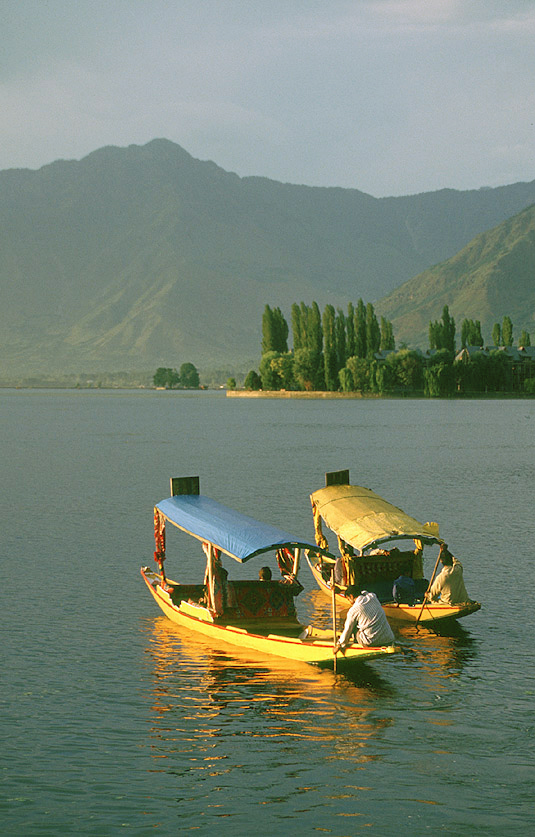
달 호수의 시카라 잠무 & 카슈미르

달 호수(Dal Lake, 또는 달지)는 스리나가르의 유명한 호수이다. 잠무 카슈미르의 여름 수도이다. 호수 그 자체는 카슈미르 계곡의 다른 많은 호수와 연결되어있다. 약 500개의 하우스보트가 휴가용 별장으로 영국 행정부 공무원들에 의해 지어졌다. 호수의 면적은 18평방 킬로미터이다.

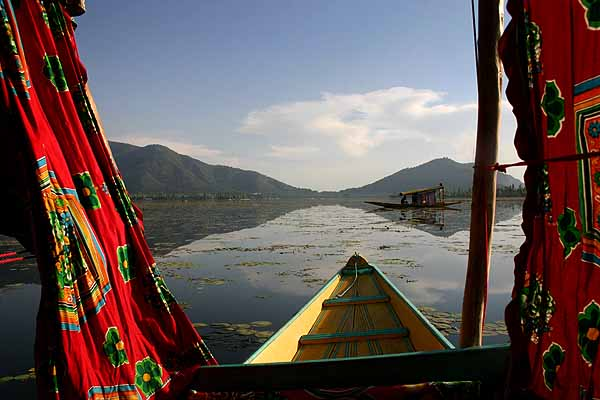
달 호수, 카슈미르, 인도
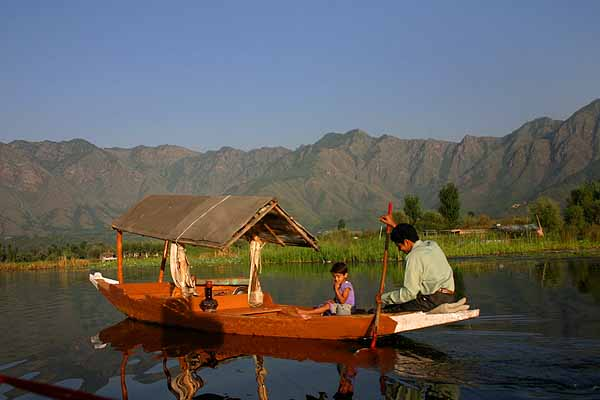
달 호수 보트
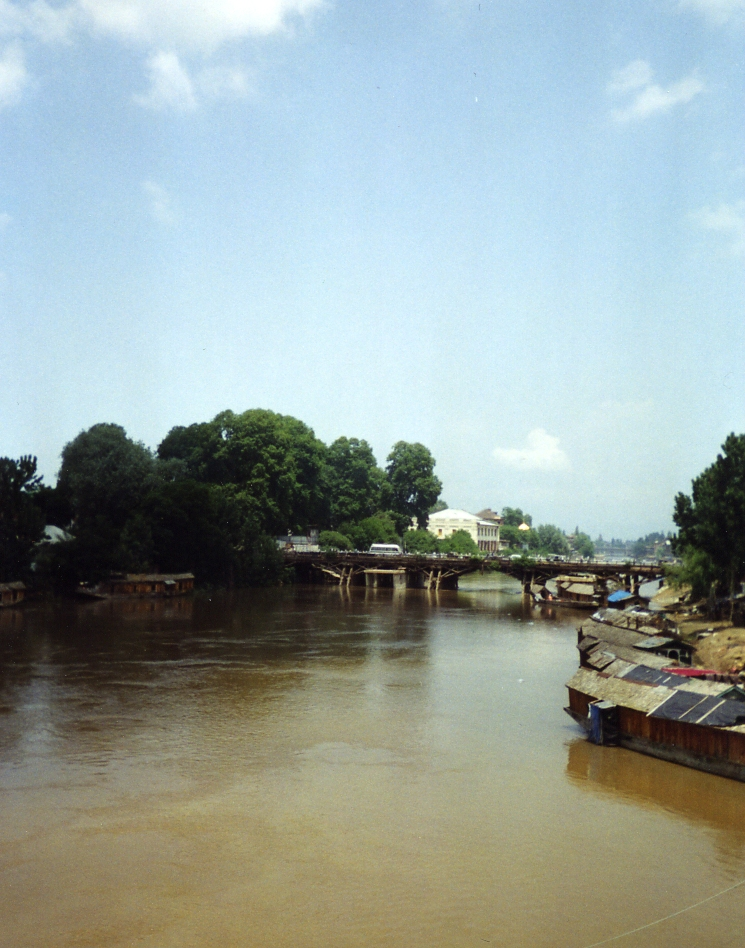
호수 하우스보트